# Edward Leszczyński
Edward Władysław Leszczyński (n. 5 iunie 1880, Przemyśl, Regatul Galiției și Lodomeriei, Austro-Ungaria – d. 26 septembrie 1921, Cracovia, Polonia) a fost un poet și critic literar polonez. A fost soțul Elizei Pareńska (fiica profesorului universitar de medicină Stanisław Pareński) și cumnatul lui Tadeusz Boy-Żeleński.
Provenea din rândul aristocrației funciare, fiind fiul lui Cyprian Edward și al Ameliei, născută Pilińska. A studiat filosofia la Universitatea Jagiellonă din Cracovia și a obținut titlul științific de doctor la 20 iulie 1905. A fost unul din fondatorii cabaretului literar Zielony Balonik din Cracovia. A murit de cancer la gât și a fost înmormântat în Cimitirul Rakowicki în cripta familiei Pareński.

## Opera literară
- 1901 Poezje
- 1903 Cupio dissolvi – poem în proză[3]
- 1904 Jolanta – poem dramatic
- 1907 Płomień ofiarny
- 1908 Kabaret szalony[4]
- 1909 Atlantyda – dramă[5]
- 1910 Konik Zwierzyniecki – dramă în 4 acte[6]
- 1920 Złota gałązka - poveste fantastică[7]
- 1923 Radość samotna - volum de poezie publicat postum

Lucrările sale dramatice au fost influențate de Stanisław Wyspiański.
A tradus pentru Teatrul Juliusz Słowacki din Cracovia piesele Teatrul miracolelor de Cervantes și Buna Vestire de Paul Claudel. În 1912 a publicat o lucrare în domeniul esteticii poetice intitulată „Harmonia słowa - studyum o poezyi”.